# Stefan Fassbinder
Stefan Fassbinder (* 12. August 1966 in München) ist ein deutscher Historiker und Kommunalpolitiker (Bündnis 90/Die Grünen). Er ist seit dem 30. Oktober 2015 Oberbürgermeister der Universitäts- und Hansestadt Greifswald.

## Leben
Stefan Fassbinder besuchte die Grundschule in Algier (Algerien), anschließend das Hans-und-Sophie-Scholl-Gymnasium in Ulm. Er war Kriegsdienstverweigerer und leistete Zivildienst. Danach studierte er an der Albert-Ludwigs-Universität Freiburg und an der Universität Aix-Marseille in Aix-en-Provence in Frankreich Archäologie, Geschichte und Kirchengeschichte. 1996 wurde Fassbinder zum Dr. phil. promoviert. Im selben Jahr übernahm er eine Stelle als Ausstellungssekretär im Museum in der Kaiserpfalz in Paderborn. Seit 1999 arbeitete er als Historiker am Pommerschen Landesmuseum in Greifswald.
Stefan Fassbinder ist katholischer Konfession, verheiratet und Vater von vier Kindern. 2023 wurde er in den Diözesanrat der Katholiken im Erzbistum Berlin gewählt.

## Kommunalpolitik
In Greifswald wurde Stefan Fassbinder kommunalpolitisch tätig. So war er 2004 einer der Gründer des Greifswalder Bündnisses für Familien und arbeitete seit 2008 als Sachkundiger Einwohner im Ausschuss der Bürgerschaft für Kultur und Wirtschaft. 2009 wurde er in die Bürgerschaft gewählt. In der Bürgerschaft war er im Finanz- und im Rechnungsprüfungsausschuss tätig. Ab 2011 war er Fraktionsvorsitzender der Grünen in der Bürgerschaft.
Fassbinder war von 2002 bis 2009 sowie 2014 Mitglied im Kreisvorstand von Bündnis 90/Die Grünen. 2011 erreichte er als Kandidat bei der Landratswahl im Landkreis Vorpommern-Greifswald 9,9 Prozent der abgegebenen Stimmen.
Bei der Stichwahl zum Oberbürgermeister am 10. Mai 2015 gewann Fassbinder bei einer Wahlbeteiligung von 35,27 Prozent mit der knappen Mehrheit von 15 Stimmen. Er trat für ein Bündnis an, das neben seiner eigenen Partei Bündnis 90/Die Grünen auch Die Linke, die SPD und die Piratenpartei Deutschland umfasste, und löste erstmals seit der politischen Wende die CDU an der Spitze der Hansestadt ab. Gegen die Wahl wurden Einsprüche eingelegt, da einer der Eingänge zu einem Wahllokal zeitweise nicht geöffnet war. Eine Fußmatte, die als Türstopper diente, war verrutscht und die Tür dadurch geschlossen. Dies war jedoch seitens der Wahlhelfer erst nach einiger Zeit bemerkt worden. Die dafür verantwortliche Fußmatte wurde später Teil der Sammlung des Pommerschen Landesmuseums. Aufgrund der Prüfung durch die Wahlkommission konnte Fassbinder das Amt jedoch nicht, wie vorgesehen, Anfang August 2015 antreten. Mitte September 2015 gab er seinen Austritt aus der Greifswalder Bürgerschaft bekannt, um sich auf seine Aufgabe als Oberbürgermeister zu konzentrieren.  Am 28. September 2015 erklärte die Greifswalder Bürgerschaft die Wahl für gültig. Die Amtsübergabe erfolgte am 30. Oktober 2015. Seit 2018 ist er Mitglied des Hauptausschusses und des Präsidiums des Deutschen Städtetages, seit 2021 des Kongresses der Gemeinden und Regionen Europas.
Bei der Wahl am 12. Juni 2022 erhielt Fassbinder 48,54 % der Stimmen, bei einer Wahlbeteiligung von 40,87 %. In der Stichwahl am 26. Juni 2022 lag die Wahlbeteiligung bei 35,4 %, auf Fassbinder entfielen 56,0 % der Stimmen.
2023 schlug er vor, aufgrund hoher Zuteilungszahlen Geflüchtete in Containerdörfern unterzubringen. Nach wochenlangen Protesten wurde per Bürgerentscheid entschieden, dass die Stadt dafür keine Flächen pachten darf. Nach einem Ultimatum der Letzten Generation bot Fassbinder im März 2023 den Aktivisten ein Gespräch an, in dessen Folge er sich zentralen Forderungen wie der Bürgerbeteiligung beim Klimaschutz und der Einführung eines Gesellschaftsrates auf Bundesebene anschloss. Kritik übte er am Vorgehen der Gruppierung.
Bei der Kommunalwahl 2024 wurde Fassbinder in den Kreistag Vorpommern-Greifswald gewählt.

## Auszeichnungen
- 2023 World Mayor Friendship Award: Weltbürgermeister in der Kategorie Städtefreundschaft. Die Londoner City Mayors Foundation würdigte damit „seine Unterstützung und Kooperation mit Gemeinden in der Ukraine, Polen und Brasilien“.[15][16]

## Schriften
- Vom Kloster zum Museum – 750 Jahre Geschichte zwischen Mühlenstraße und Stadtmauer in Greifswald. In: Klöster und monastische Kultur in Hansestädten. Kolloquium Stralsund 2001. Stralsunder Beiträge zur Archäologie, Geschichte, Kunst und Volkskunde in Vorpommern, Band 4. Rahden 2003, ISBN 3-89646-278-4, S. 157–164.
- Wallfahrt, Andacht und Magie. Religiöse Anhänger und Medaillen. Beiträge zur neuzeitlichen Frömmigkeitsgeschichte Südwestdeutschlands aus archäologischer Sicht (= Zeitschrift für Archäologie des Mittelalters. Beiheft 18). Rheinland-Verlag, Bonn 2003, ISBN 3-7749-3087-2.
- Das Pommersche Landesmuseum. Von der Idee bis zur Eröffnung. In: Greifswalder Beiträge. Band 2, 2005, S. 47–50.
- Die archäologischen Objekte der Sammlung Schmiterlöw aus Franzburg, Lkr. Nordvorpommern. In: Archäologie und Geschichte im Ostseeraum. Verlag Marie Leidorf GmbH, 2005, ISSN 1863-0855.